# Zwölf-Apostel-Kapelle (Trentino)

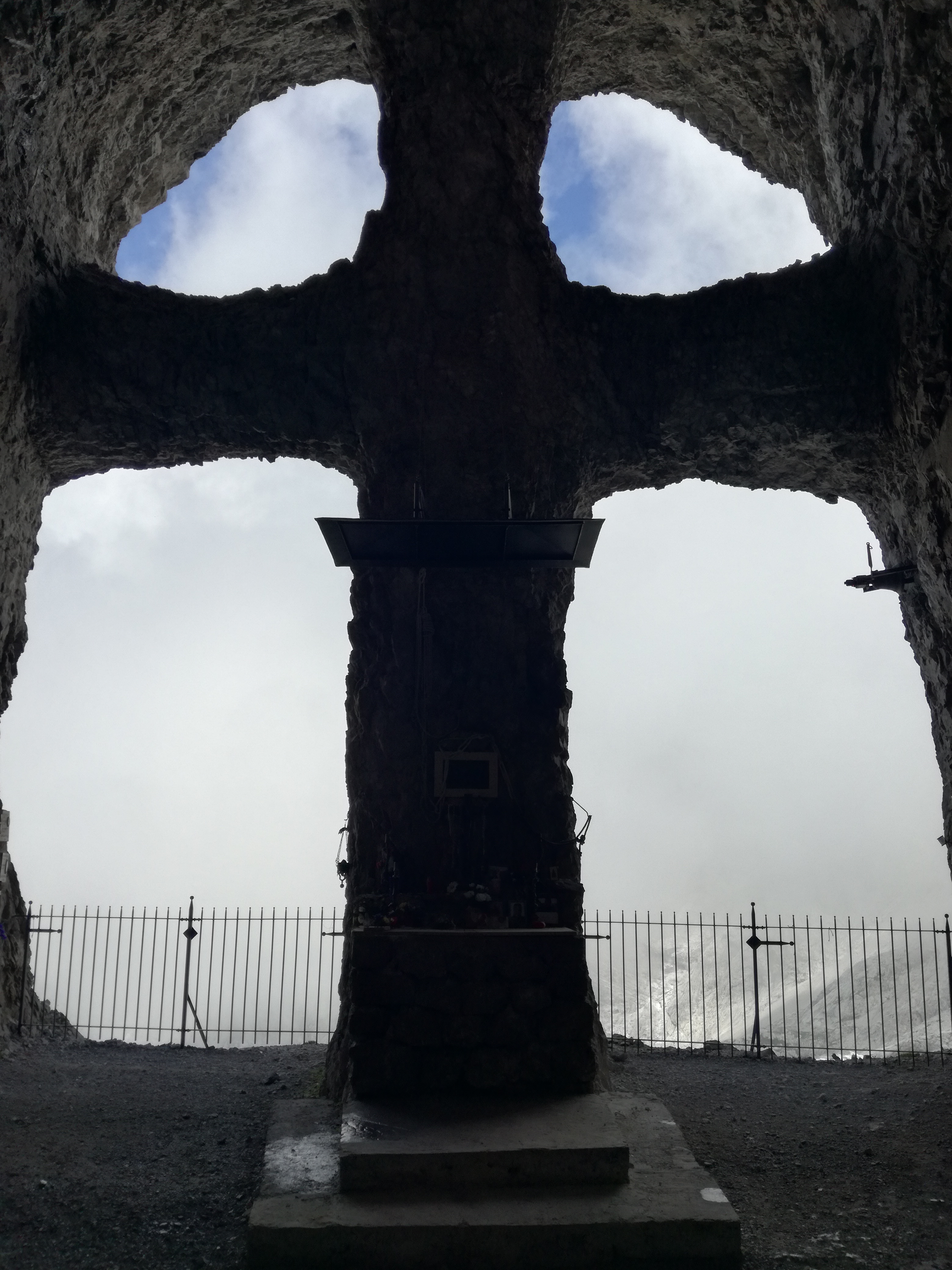
Das charakteristische Steinkreuz der Zwölf-Apostel-Kapelle

Die Zwölf-Apostel-Kapelle (italienisch Chiesetta del XII Apostoli) ist eine Gedenkkapelle für Bergopfer in der Brentagruppe im Trentino, Italien. Sie liegt unweit des Zwölf-Apostel-Hütte auf 2500 m s.l.m.

## Geschichte
Die Kapelle wurde am 28. September 1952 unter dem Patrozinium der Regina Apostolorum geweiht. Sie verdankt ihre Entstehung einem tragischen Ereignis, dass sich im Juli 1950 in der Brentagruppe abspielte, als eine Seilschaft aus vier Bergsteigern auf dem zwischen der Cima Tosa und der Cima d’Ambiéz gelegenen Gletscher Vedretta dei Camosci in eine Gletscherspalte fiel. Die vier Bergsteiger – Vittorio Conci, Giuseppe Fiorilla, Maria Rita Franceschini und Mauretta Lumini – überlebten leicht verletzt den Sturz. Es gelang ihnen allerdings nicht, sich aus ihrer misslichen Lage zu befreien. Erst nach drei Tagen fand eine Rettungsmannschaft, der auch Bruno Detassis angehörte, die Unglücksstelle und konnte nur noch Mauretta Lumini lebend bergen.
Im darauffolgenden Jahr wurde auf Initiative, des aus dem Rendena-Tal stammenden Priesters Don Bruno Nicolini ein Komitee zum Bau einer Gedenkkapelle ins Leben gerufen. Die Gedenkstätte sollte nicht nur den drei Opfern vom Juli 1950 gewidmet sein, sondern an alle Bergopfer auf der ganzen Welt erinnern. Ein erstes Projekt sah den Bau einer Kapelle in Form eines Zeltes unmittelbar neben der Zwölf-Apostel-Hütte vor.
Dieses Projekt wurde aber zugunsten eines von Leone Collini ausgearbeiteten innovativen Planes fallen gelassen. Der aus der Feder des Bauingenieurs Collini stammende Plan, sah die Aushöhlung einer Felswand etwas oberhalb der Zwölf-Apostel-Hütte vor. Die mit Hilfe von Presslufthämmern und Dynamit künstlich geschaffene Höhle sollte Platz für eine Gedenkkapelle bieten. Im Juli 1952 erfolgte die erste Sprengung und nach drei Monaten waren die Arbeiten beendet.
Seit 1953 findet jedes Jahr am letzten Juli-Sonntag eine vielbesuchte Gedenkmesse in der Kapelle statt. Seit 1963 wird die Messe vom Bergsteigerchor der SOSAT – der Arbeitersektion des Trentiner Bergsteigervereins SAT – gesanglich begleitet.

## Beschreibung
Die Kapelle liegt am nördlichen Wandfuß der Cima dei XII Apostoli (2699 m) im oberen Val Nardis in einer etwa 500 m³ großen Aushöhlung. Letztere ist etwa 8 m breit und 9 m hoch. In der Mitte des Raumes befindet sich ein kleiner, einfacher Steinaltar. Die dahinter liegende Apsis hat die Form eines Kreuzes, über das das Tageslicht in die Kapelle fällt und den Blick auf das dahinter liegende Val di Nardis mit der Cima di Nardis (2616 m) in der Fracingli-Gruppe freigibt. Die Wände der Kapelle sind mit einigen hundert Gedenktafeln geschmückt, die an verunglückte Alpinisten erinnern, darunter auch einige bekannte  Bergsteiger, wie beispielsweise Ermanno Salvaterra.
Der Innenraum ist über einen kurzen Eingangsstollen erreichbar. An der westlichen Wand des Stollens hängt eine Erinnerungstafel für die drei im Juli 1950 in der Gletscherspalte an Erschöpfung verstorbenen Alpinisten. Der Eingang ist mit einem zum Teil etwas ausgesetzten und mit Seilen gesicherten Steig mit der Zwölf-Apostel-Hütte verbunden, und von der Hütte in weniger als 10 Gehminuten zu erreichen.

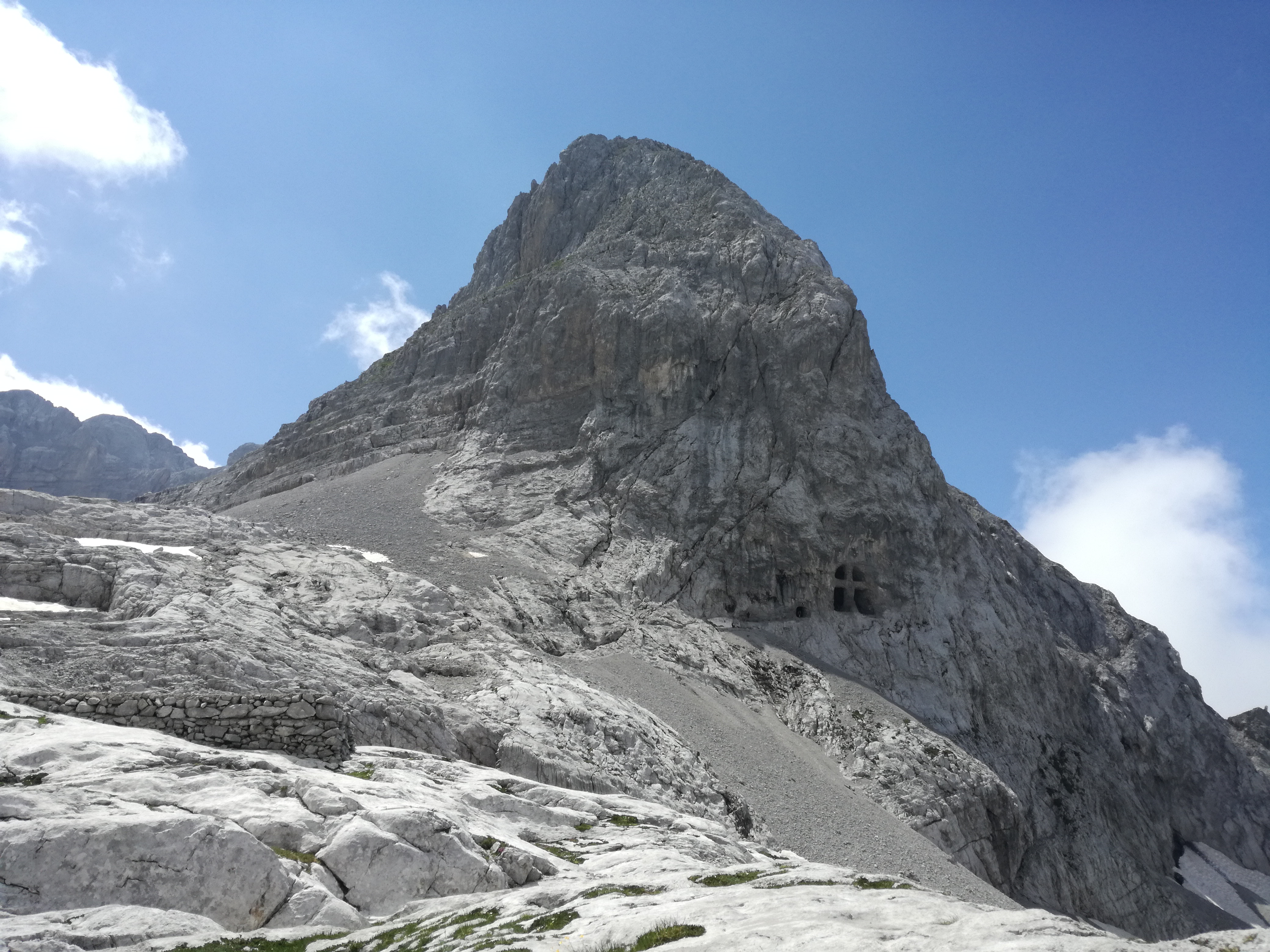
Die Nordwand der Cima dei XII Apostoli mit der Kapelle
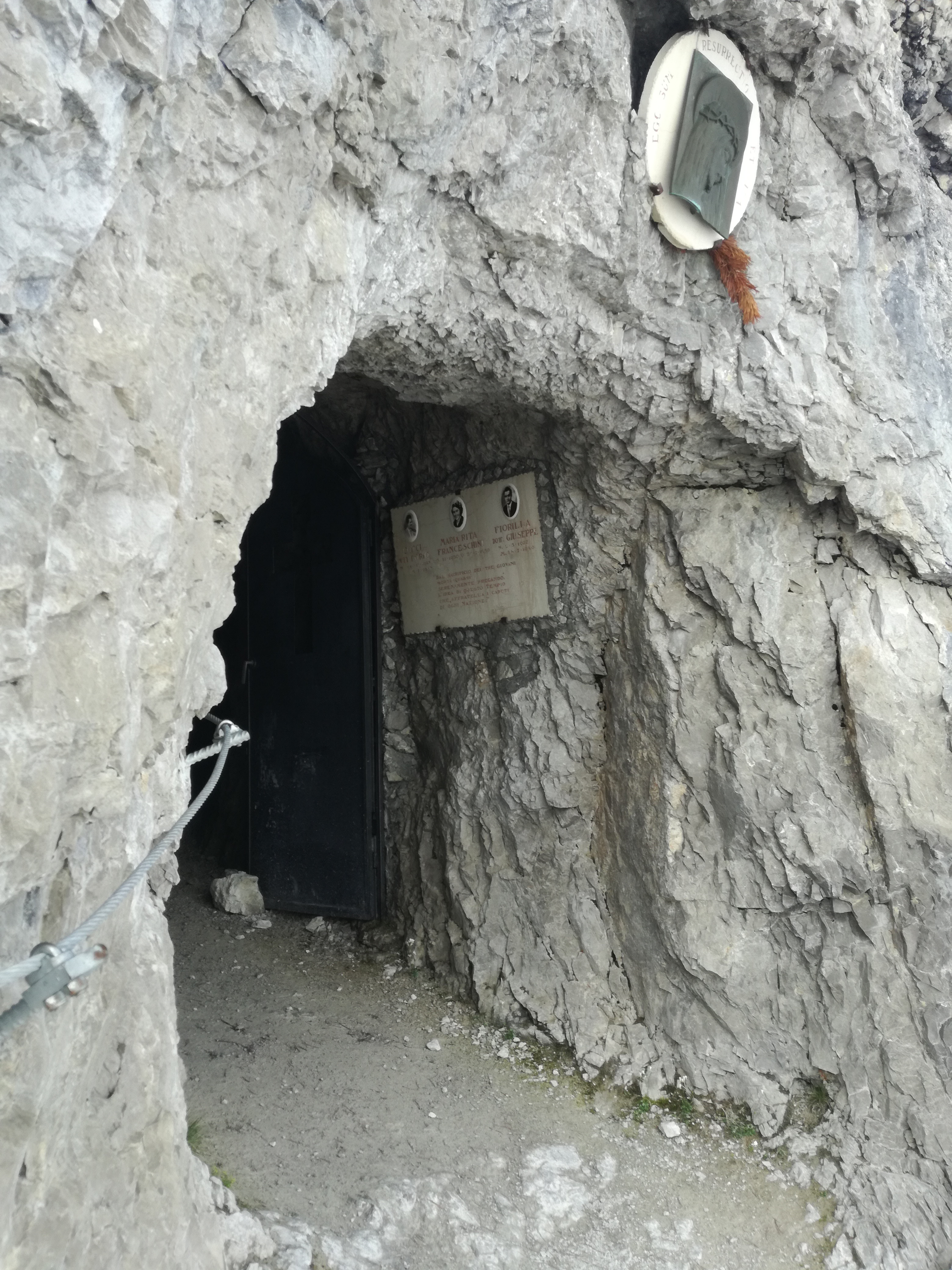
Eingang
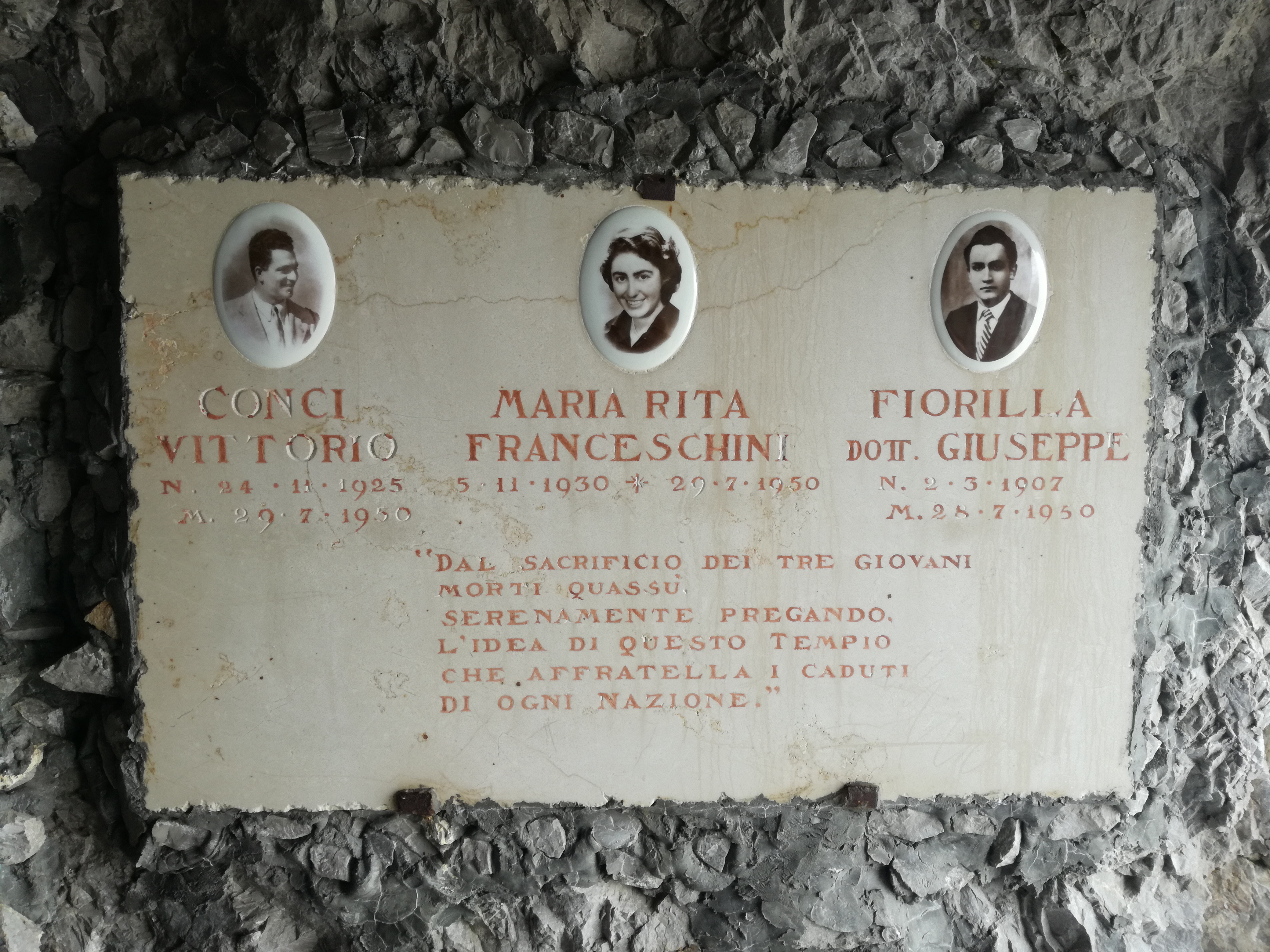
Gedenktafel an die drei im Juli 1950 verunglückten Alpinisten
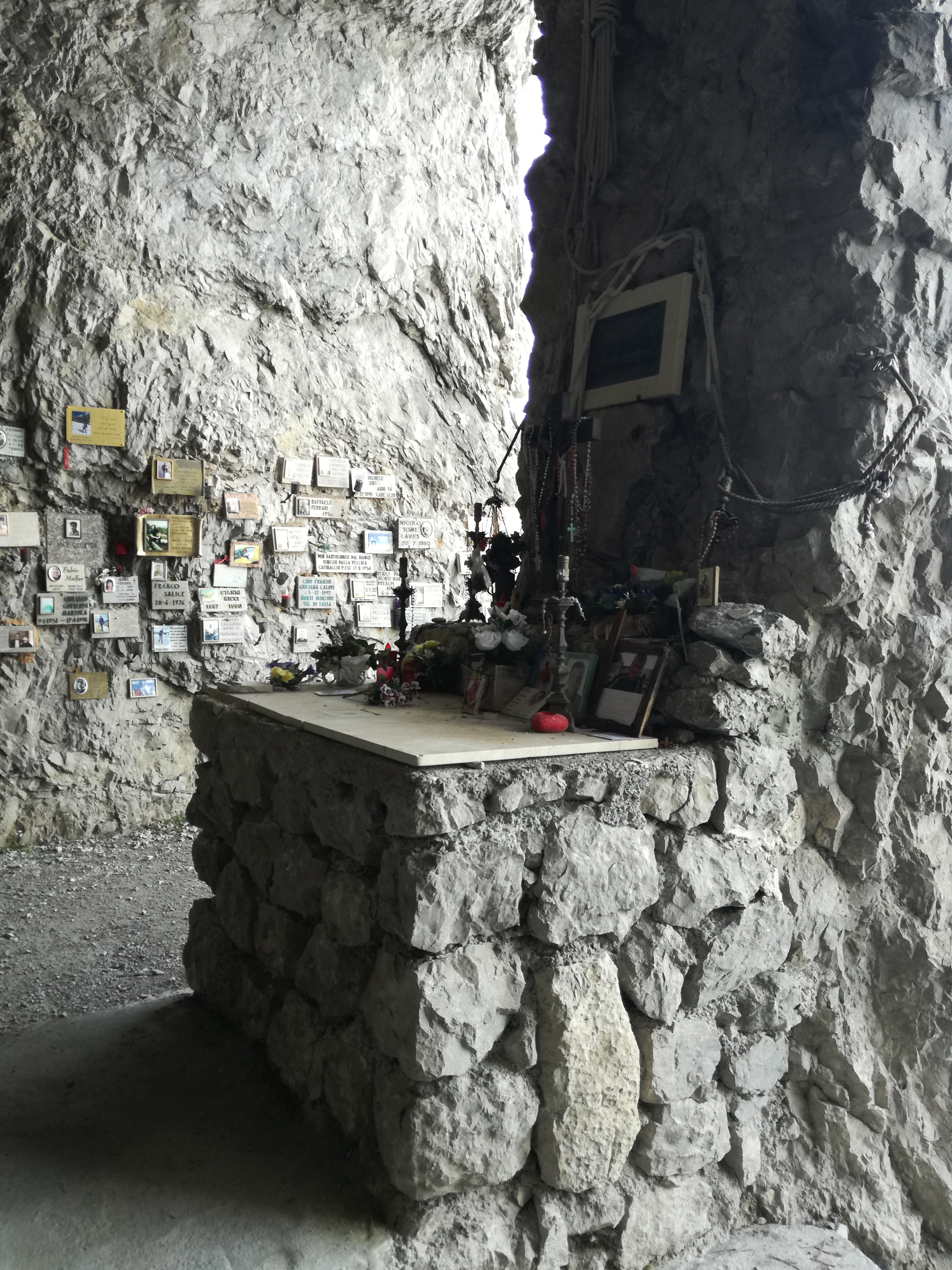
Altar
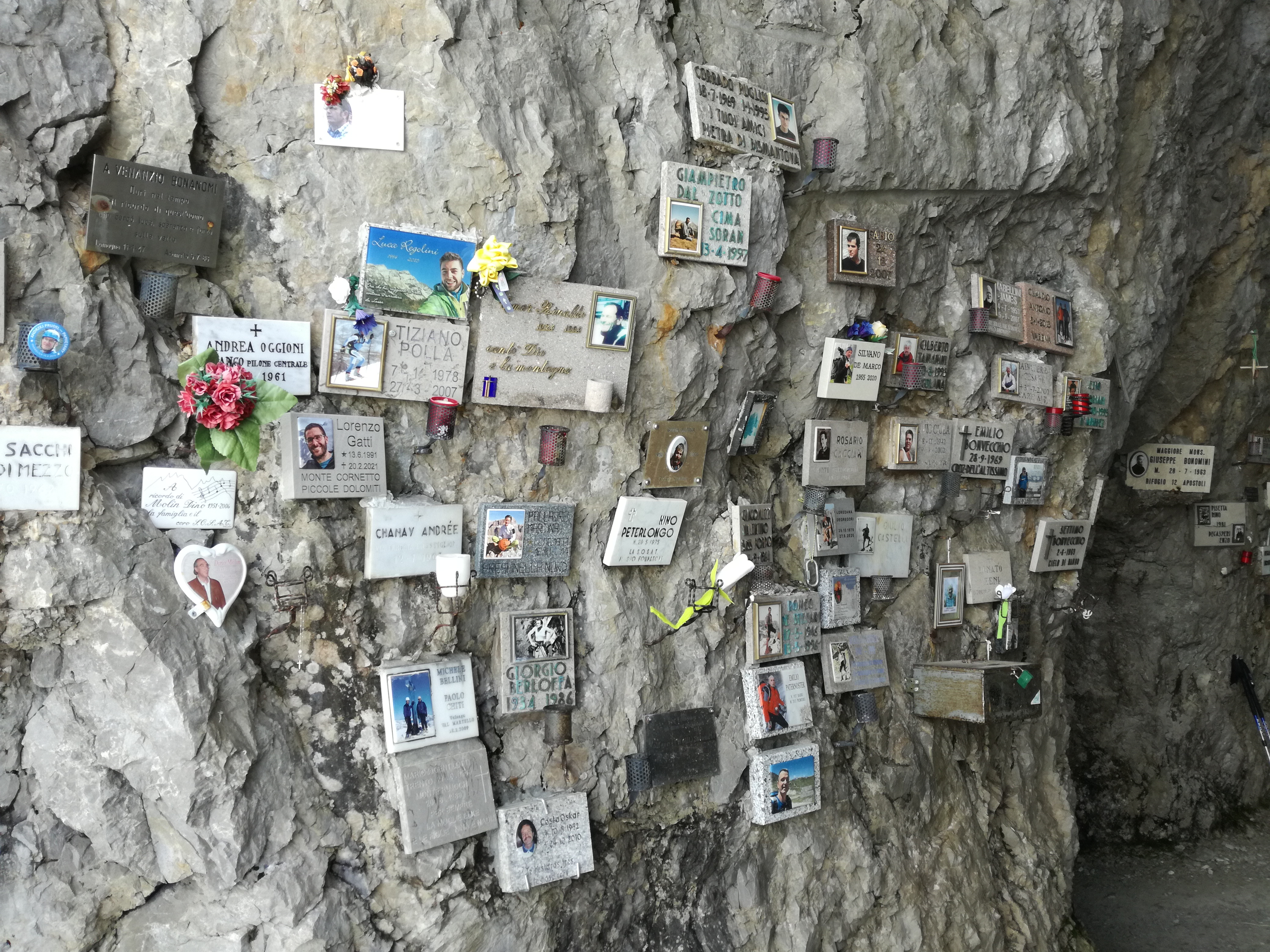
Die mit Gedenktafeln  bedeckten Felswände im Innenraum der Kapelle